# Jiro Takeda
Jiro Takeda (武田 治郎 Takeda Jiro?), född 18 september 1972 i Ehime prefektur, är en japansk före detta fotbollsspelare.
Takeda började sin karriär 1991 i Yanmar Diesel (Cerezo Osaka). 1999 flyttade han till Vissel Kobe. Han avslutade karriären 2001.